# Tomasz Rodowicz
Tomasz Rodowicz (ur. 27 maja 1951 w Warszawie) – historyk filozofii, aktor, muzyk, reżyser. Uczestniczył w parateatralnych działaniach Jerzego Grotowskiego w Teatrze Laboratorium: był przewodnikiem jednej z grup podczas "Przedsięwzięcia Góra". W roku 1977 przyłączył się do tworzonego przez Włodzimierza Staniewskiego teatru „Gardzienice”, gdzie występował nieprzerwanie do roku 2004, będąc jednym z liderów zespołu. W Metamorfozach według Apulejusza zagrał główną rolę – Lucjusza. Był też odpowiedzialny za gardzienicki projekt Orkiestra Antyczna, w ramach którego rekonstruowano antyczne instrumenty i próbowano odtworzyć brzmienie starożytnej muzyki.
Skutkiem prac nad projektem antycznym było powstanie nowego zespołu artystycznego. W marcu 2004 roku Rodowicz odszedł z Gardzienic i wraz z Dorotą Porowską oraz Elżbietą Rojek założył Stowarzyszenie Teatralne Chorea, które znalazło swoją siedzibę w Łodzi. We współpracy z członkami Earthfall Dance Theatre z Walii, Jessicą Cohen, Jimem Ennisem wyreżyserował trylogię opartą na utworach starożytnych dramaturgów: Hode Galatan (2003), Po ptakach (2005), Bakkus (2006). Jest autorem muzyki do Tezeusza w labiryncie (2004) i reżyserem Śpiewów Eurypidesa (2007) oraz Gier (w) Pana Cogito (2008). Często także jest aktorem w realizowanych w Chorei spektaklach.
W 2007 roku wraz z Pawłem Passinim założył w Srebrnej Górze w Górach Sowich pierwszy w Europie teatr internetowy neTTheatre.
Nagrody i odznaczenia:
- nagroda wojewody lubelskiego (1995)[3],
- odznaczony Krzyżem Kawalerskim OOP (2002)[3].
- odznaczony Srebrnym Medalem „Zasłużony Kulturze Gloria Artis” (2014)[4]